# Gloriana (geslacht)
Gloriana is een geslacht van vlinders van de familie spinneruilen (Erebidae), uit de onderfamilie Calpinae.

## Soorten
- G. dentilinea Leech, 1900
- G. ornata Moore, 1882